# 権敬源
権 敬原（クォン・ギョンウォン、권경원、英: Kwon Kyung-won、1992年1月31日 - ）は、韓国のサッカー選手。韓国代表。ポジションはディフェンダー

## 経歴

### クラブ
全北現代モータースの養成高校から2013年全北現代モータースに入団し、2015年にUAE・アラビアン・ガルフ・リーグのアル・アハリへ移籍した。2015年、アジアサッカー連盟（AFC）チャンピオンズリーグでアル・アハリの決勝進出に貢献し、「2015 AFCチャンピオンズリーグ（ACL）ドリームチーム」ベスト11に名を連ねた。また2016年には、現代自動車・アラブ首長国連邦（UAE）代理店の広報大使に任命された。
2017年より、天津権健足球倶楽部に移籍した。
2019年より、全北現代モータースに期限付き移籍で復帰。
2020年、尚州尚武FCに期限付き移籍。
2021年途中に、城南FCに完全移籍。
2022年より、ガンバ大阪に完全移籍。2023年12月2日、契約満了が発表された。
2024年2月2日、水原FCに移籍した。

### 代表
2017年10月7日のロシアとの親善試合でA代表デビューし、この試合で代表初得点も挙げた。
2022年11月、2022 FIFAワールドカップに臨む韓国代表メンバーに選出され、グループリーグ2試合に出場。第2戦のガーナ戦で後半途中出場し、W杯初出場。決勝トーナメント進出の懸かった第3戦のポルトガル戦では先発フル出場して勝利に貢献し、チームは3大会ぶり3度目のベスト16入りを果たした。

## 個人成績
| 国内大会個人成績 | 国内大会個人成績 | 国内大会個人成績 | 国内大会個人成績 | 国内大会個人成績 | 国内大会個人成績 | 国内大会個人成績 | 国内大会個人成績 | 国内大会個人成績 | 国内大会個人成績 | 国内大会個人成績 | 国内大会個人成績 |
| 年度             | クラブ           | 背番号           | リーグ           | リーグ戦         | リーグ戦         | リーグ杯         | リーグ杯         | オープン杯       | オープン杯       | 期間通算         | 期間通算         |
| 年度             | クラブ           | 背番号           | リーグ           | 出場             | 得点             | 出場             | 得点             | 出場             | 得点             | 出場             | 得点             |
| 日本             | 日本             | 日本             | 日本             | リーグ戦         | リーグ戦         | リーグ杯         | リーグ杯         | 天皇杯           | 天皇杯           | 期間通算         | 期間通算         |
| ---------------- | ---------------- | ---------------- | ---------------- | ---------------- | ---------------- | ---------------- | ---------------- | ---------------- | ---------------- | ---------------- | ---------------- |
| 2022             | G大阪            | 20               | J1               | 16               | 2                | 3                | 0                | 0                | 0                | 19               | 2                |
| 2023             | G大阪            | 20               | J1               | 20               | 1                | 2                | 0                | 1                | 0                | 23               | 1                |
| 通算             | 日本             | 日本             | J1               | 36               | 3                | 5                | 0                | 1                | 0                | 42               | 3                |
| 総通算           | 総通算           | 総通算           | 総通算           | 36               | 3                | 5                | 0                | 1                | 0                | 42               | 3                |

- Jリーグ初出場 - 2022年4月17日 J1第9節 vs湘南ベルマーレ（パナソニックスタジアム吹田）
- Jリーグ初得点 - 2022年5月8日 J1第12節 vsヴィッセル神戸（パナソニックスタジアム吹田）

## 代表歴
- 国際Aマッチ初出場・初得点 - 2017年10月7日 国際親善試合 vsロシア代表（VEBアレナ）
- U-23韓国代表
- 韓国代表
  - 2017年 - EAFF E-1フットボールチャンピオンシップ
  - 2019年 - AFCアジアカップ2019
  - 2019年 - 2022 FIFAワールドカップ・アジア2次予選
  - 2019年 - EAFF E-1サッカー選手権2019
  - 2021年 - 2022 FIFAワールドカップ・アジア3次予選
  - 2022年 - EAFF E-1サッカー選手権2022
  - 2022年 - 2022 FIFAワールドカップ
  - 2023年 - 2026 FIFAワールドカップ・アジア2次予選
  - 2024年 - 2026 FIFAワールドカップ・アジア3次予選

### 試合数
- 国際Aマッチ 32試合 2得点（2017年-）[4]

| 韓国代表 | 国際Aマッチ | 国際Aマッチ |
| 年       | 出場        | 得点        |
| -------- | ----------- | ----------- |
| 2017     | 4           | 1           |
| 2018     | 3           | 0           |
| 2019     | 7           | 0           |
| 2020     | 2           | 1           |
| 2021     | 2           | 0           |
| 2022     | 12          | 0           |
| 2023     | 0           | 0           |
| 2024     | 2           | 0           |
| 通算     | 32          | 2           |

### 得点
| ＃ | 開催年月日     | 開催地   | スタジアム                               | 対戦国   | 勝敗 | 試合概要     |
| -- | -------------- | -------- | ---------------------------------------- | -------- | ---- | ------------ |
| 1. | 2017年10月7日  | モスクワ | VEBアレナ                                | ロシア   | ●2-4 | 国際親善試合 |
| 2. | 2020年11月14日 | ウィーン | スタディオン・ウィーナー・ノイシュタット | メキシコ | ●2-3 | 国際親善試合 |

## タイトル

### クラブ
全北現代モータース
- Kリーグ1：2回（2014年、2019年）

アル・アハリ
- UAEプロ・リーグ：1回（2015-16）
- UAEプレジデントカップ：1回（2016-17）
- UAEスーパーカップ：2回（2014年、2016年）

### 代表
韓国代表
- EAFF E-1サッカー選手権：2回（2017年、2019年）

### 個人
- AFCチャンピオンズリーグドリーム チーム：1回 (2015)